# Джованни Медичи (1543—1562)
Джова́нни Ме́дичи (лат. Ioannes Medices, итал. Giovanni de Medici; 29 сентября 1543, Флоренция, Флорентийское герцогство — 20 ноября 1562, Ливорно, Флорентийское герцогство) — принц из дома Медичи, сын Козимо I, великого герцога Тосканского, кардинал-дьякон Санта-Мария-ин-Домника, апостольский администратор Пизы и примас Сардинии и Корсики.
Почти сразу после смерти принца возникли слухи о том, что он был убит младшим братом Гарцией во время ссоры. Сюжет этой легенды был положен Витторио Альфьери в основу его трагедии «Дон Гарция» (1789).

## Биография

### Ранние годы
Джованни Медичи родился во Флоренции в ночь с 28 на 29 сентября 1543 года. Он был четвёртым ребёнком и вторым сыном Козимо I, герцога Флоренции, будущего великого герцога Тосканы и Элеоноры Альварес де Толедо. Отец его был сыном известного кондотьера Джованни делле Банде Нере и Марии Сальвиати, внучки Лоренцо Великолепного. Мать была дочерью вице-короля Неаполя Педро Великого и Марии Осорио-и-Пиментель, маркизы Вильяфранка
Известны два детских портрета Джованни кисти Аньоло Бронзино, на одном он изображён с воробьём в руке, на другом рядом с матерью Элеонорой Толедской, оба находятся в галерее Уффици, и один портрет кисти Джорджо Вазари, на котором он изображён с младшим братом Гарцией, ныне находится в экспозиции палаццо Веккьо.
Особенно тесные отношения с детства у Джованни сложились со старшей сестрой Изабеллой. Как и все дети герцога и герцогини, он получил хорошее образование; изучал гуманитарные науки под руководством Антонио Анджели да Барга и Пьеро Веттори.

### Кардинал и апостольский администратор
По традиции, существовавшей в те времена в семьях аристократов, родители предназначили второго сына для церковной карьеры. Его карьерный рост был стремительным. Ещё когда Джованни было шесть лет, Диего Лаинес, один из основателей общества Иисуса и духовник его матери, предложил присвоить ему титул кардинала. В 1550 году Джованни был зачислен в число клириков Флоренции и получил тонзуру. Он был представлен папе Юлию III, который умер, не успев назначить его кардиналом. Следующий папа Павел IV тоже не сделал этого.
Только 31 января 1560 года новый папа Пий IV присвоил пятнадцатилетнему Джованни титул кардинала. Во время поездки в Рим в марте того же года в свите принца находился Джорджо Вазари, который подробно описал путешествие в своих письмах. В Риме Джованни продолжил образование под руководством прелата Алессандро Строцци, изучил латинский и древнегреческий языки. В апреле 1560 года отец нанял Джулио Салерно преподавать ему юриспруденцию.
Джованни был присвоен титул кардинала-дьякона Санта-Мария-ин-Домника 26 апреля 1560 года. В июне он вернулся во Флоренцию, по пути посетив Сиену. В родном городе получил карнильскую шляпу в присутствии кардиналов Гвидо Асканио Сфорца и Луи де Гиза, гостивших у Козимо I.
21 января 1561 года Джованни был назначен апостольским администратором архиепархии Пизы и примасом Сардинии и Корсики без посвящения в священный сан в ввиду отсутствия канонического возраста у кандидата. Епархией управлял Людовико Беккателли, архиепископ Рагузы. Джованни провёл епархиальный синод. К этому времени относится его обширная корреспонденция, посвященная обсуждению политических и церковных вопросов между Италией и Испанией.
Подобно всем Медичи юный кардинал любил охоту и искусство, коллекционировал античные изделия. Во время первого посещения Рима, собрал коллекцию античных изделий, главным образом статуй, которую отправил по морю во Флоренцию.

### Обстоятельства смерти
Осенью 1562 году, во время путешествия по побережью Тирренского моря, в Маремме заразился малярией. Его перевезли в Ливорно, где он умер ровно в полночь 20 ноября 1562 года на руках у отца. Через два дня тело Джованни Медичи было перенесено во Флоренцию и погребено в усыпальнице Медичи в базилике святого Лаврентия.
После его смерти кардиналом стал младший брат Фердинандо Медичи. Спустя несколько лет у его отца Козимо I родился ещё один сын Джованни, который больше известен как дон Джованни Медичи.